# Unia użhorodzka
Unia użhorodzka – jedna z unii kościelnych zawartych przez chrześcijan prawosławnych z kościołem katolickim 24 kwietnia 1646 w Użhorodzie.

## Historia
Prawosławni Rusini zamieszkujący Ruś Zakarpacką i wschodnią część tzw. Górnych Węgier podlegali władzy duchownej biskupów mukaczewskich, którzy stopniowo rozciągnęli swoją jurysdykcję na wschodnie Węgry. Po rozpadzie Królestwa Węgier na początku XVI wieku ziemie te na dwa stulecia znalazły się pod władzą siedmiogrodzkich książąt z rodów Batorych i Rakoczych, którzy prowadzili intensywną kalwinizację i sekularyzację tych terenów.
W pierwszej połowie XVII wieku działania te przybrały na sile i zagroziły istnieniu prawosławnej cerkwi we wschodnich Węgrzech. Ówczesny prawosławny biskup Mukaczewa Bazyli Tarasowicz, nie mając oparcia w strukturach Cerkwi, za zachętą ze strony tronu habsburskiego, zwrócił się o pomoc do kościoła katolickiego. W 1642 w Wiedniu biskup Tarasowicz przystąpił do unii z Rzymem, zastrzegając sobie utrzymanie obrządku greckiego. Jednak ówczesny książę siedmiogrodzki Jerzy II Rakoczy wygnał biskupa-unitę ze swego księstwa, wobec czego unia pozostała w próżni. Dopiero 24 kwietnia 1646 na zamku w Użhorodzie, za sprawą kolejnego biskupa mukaczewskiego Piotra Rostoszyńskiego i biskupa Egeru Jerzego Jakusicia, 63 prawosławnych księży przyjęło unię, która od tej pory zaczęła funkcjonować w rzeczywistości. Jej terytorialny zasięg objął 420 parafii na terenach dzisiejszej wschodniej Słowacji, zaś wiernymi byli w przeważającej większości Rusini zamieszkujący te tereny. Organizacja unickiego kościoła rusińskiego okrzepła za czasów następnego biskupa mukaczewskiego Piotra Petrovicia (1651-1655).
Nowo powstały kościół unicki przez kilka dekad przeżywał kryzys. Popierani przez habsburskich cesarzy arcybiskupi Egeru walczyli o poddanie diecezji swojej zwierzchności jako sufraganii, z kolei książęta siedmiogrodzcy dążyli do utrzymania jej niezależności od habsburskiej części Węgier i uzależnienia od siebie, zaś papieże zajmowali raczej niezdecydowane stanowisko. Wynikiem tego były długotrwałe spory o prawo obsadzania mukaczewskiej stolicy biskupiej. Piotr Petrović został wybrany na biskupa przez synod diecezjalny, jednak sprzeciwiający mu się książę nie wypuścił elekta z Siedmiogrodu. Święceń biskupich udzielił mu zatem prawosławny biskup Stefan z Alba Iulia. Po śmierci biskupa Petrovicia w 1665 własnych kandydatów mianowali książę siedmiogrodzki i cesarz rzymski. Konflikt zakończył się dopiero po objęciu rządów w diecezji przez charyzmatycznego biskupa Józefa de Camelis mianowanego przez papieża w 1689. Jednakże już po najeździe Rakoczych na Zakarpacie w 1703 de Camelis został wygnany, a po jego śmierci w 1705 własnych nominatów obsadzili książę siedmiogrodzki Franciszek II Rakoczy, cesarz Józef I Habsburg i papież. Największe wpływy zdobył sobie nominat cesarski Józef Hodermarszky, jednak w 1715 został zmuszony do ustąpienia na korzyść papieskiego wikariusza generalnego Gennadego Bizancziego. 
W 1771 diecezja mukaczewska została formalnie erygowana jako katolicka, co położyło kres pretensjom arcybiskupów Egeru do zwierzchnictwa nad tą diecezją i zakończyło spory (książęta siedmiogrodzcy już wcześniej wypadli z gry wskutek utraty niezawisłości przez Siedmiogród). Jednak oczywistym następstwem konfliktów była dezorganizacja diecezji mukaczewskiej, która rozpadła się na kilka grup parafii żyjących praktycznie niezależnie od siebie. Stanowi temu zaradzono dopiero w XVIII wieku.
Przykład unii użhorodzkiej pociągnął za sobą kolejne unie wśród zakarpackich prawosławnych:
- unię mukaczewską w 1664,
- unię marmaroską w 1713.

W wyniku tych unii powstała istniejąca do dziś Rusińska Cerkiew greckokatolicka, odrębna od ukraińskiej cerkwi greckokatolickiej. Na tej samej fali doszło do zawarcia w 1700 unii siedmiogrodzkiej.